# Tabanus cylindrocallus
Tabanus cylindrocallus är en tvåvingeart som beskrevs av Wang 1988. Tabanus cylindrocallus ingår i släktet Tabanus och familjen bromsar. Inga underarter finns listade i Catalogue of Life.